# Прямик (Тверская область)
Прямик — деревня в Вышневолоцком районе Тверской области. Относится к Зеленогорскому сельскому поселению.

## География
Рядом с деревней проходит автодорога «Вышний Волочёк—Есеновичи—Кувшиново» (Ржевский тракт). На автомобиле до центра Вышнего Волочка 17 километров, до Зеленогорского 6 километров.

## История
По описанию 1859 года — деревня владельческая при колодце, насчитывала 15 дворов, в которых проживало 74 жителя (31 мужского пола и 43 женского).
В 1919 году 4 июля возле деревни произошло боевое столкновение отряда ВОХР с дезертирским «движением зелёных», уклонявшихся от призыва в Красную Армию. 2 июля, в день собрания под Овсянниками, Вышневолоцкий уездный исполком обращается напрямую в центральный штаб войск ВОХР с информацией о том, что в Ясеновической, Борзынской и Заборовской волостях наблюдается «движение» дезертиров. Для усиления борьбы с «зелёными» исполком принимает решение направить собственные отряды в неспокойные волости. Один из них вёл агитацию и аресты дезертиров в 5 волостях и уже возвращался в Вышний Волочек, когда часть бойцов (10 человек) у деревни Прямик Холохоленской волости, при попытке провести митинг, была атакована «зелёными». Два красноармейца погибли, остальные разбежались. После этого произошло боестолкновение «зелёных» с основным отрядом, ряд крестьян и дезертиров были арестованы и отправлены в Вышний Волочек.

## Население
| 2008 | 2010 |
| ---- | ---- |
| 3    | ↘1   |